# Dovhe, Nijîn
Dovhe (în ucraineană Довге) este un sat în comuna Bezuhlivka din raionul Nijîn, regiunea Cernihiv, Ucraina.

## Demografie
Componența lingvistică a localității Dovhe
     Ucraineană (100%)
Conform recensământului din 2001, toată populația localității Dovhe era vorbitoare de ucraineană (100%).